# Треволнения одного китайца в Китае
«Треволне́ния одного́ кита́йца в Кита́е» (фр. Les Tribulations d’un Chinois en Chine) — приключенческий роман 1879 года французского писателя Жюля Верна, входящий в цикл «Необыкновенные путешествия».

## История создания и публикации
Сначала автор планировал, что действие романа будет происходить в Соединённых Штатах.
Впервые роман публиковался с 2 июля по 7 августа 1879 года в газете «Le Temps». В виде книги с тиражом в 28 тысяч экземпляров издан Этцелем 11 августа 1879 года. Данный роман (с 52 иллюстрациями Леона Бенета) вместе с романом «Пятьсот миллионов бегумы» вошёл в состав 14 «сдвоенного» тома «Необыкновенных путешествий» — он вышел 17 ноября 1879 года.
На русском языке роман вышел из печати издательства Петра Петровича Сойкина в 1906 году.

## Сюжет
Книга разбита на 22 главы.
Главный герой — очень богатый молодой человек по имени Цзинь Фо. Когда, по сообщениям новостей, банкротится банк в США, где он хранил все свои деньги, Цзинь Фо решает застраховать свою жизнь на большую сумму и умереть, чтобы деньги достались его невесте и учителю. Цзинь Фо отправляется в последнее путешествие, чтобы испытать в своей жизни всё, и он просит своего друга убить его незадолго до окончания действия страховки. Внезапно оказывается, что новость о банкротстве банка была ложной, но друг-киллер тем временем сам совершил самоубийство, передав заказ знакомому бандиту.

## Факты
- Более точный перевод слова «Tribulations» из названия романа — «нравственные муки, терзания».
- Литературные критики указывают на крайнюю однобокость освещения крестьянского движения тайпинов в романе.

## Экранизации
По мотивам романа снято три фильма:
- 1965 — одноимённый с Жаном-Полем Бельмондо в главной роли[3],
- 1987 — «Приключения молодого господина» — фильм китайского производства от режиссёра У Игуна с Ченом Пейси, Розалинд Чао и Рольфом Хоппе в главных ролях.
- 1998 — «Булворт», с Уорреном Битти и Хэлли Берри.